# Bhucho Mandi
Bhucho Mandi là một thành phố và là nơi đặt hội đồng đô thị (municipal council) của quận Bathinda thuộc bang Punjab, Ấn Độ.

## Nhân khẩu
Theo điều tra dân số năm 2001 của Ấn Độ, Bhucho Mandi có dân số 13.183 người. Phái nam chiếm 53% tổng số dân và phái nữ chiếm 47%. Bhucho Mandi có tỷ lệ 63% biết đọc biết viết, cao hơn tỷ lệ trung bình toàn quốc là 59,5%: tỷ lệ cho phái nam là 69%, và tỷ lệ cho phái nữ là 56%. Tại Bhucho Mandi, 13% dân số nhỏ hơn 6 tuổi.

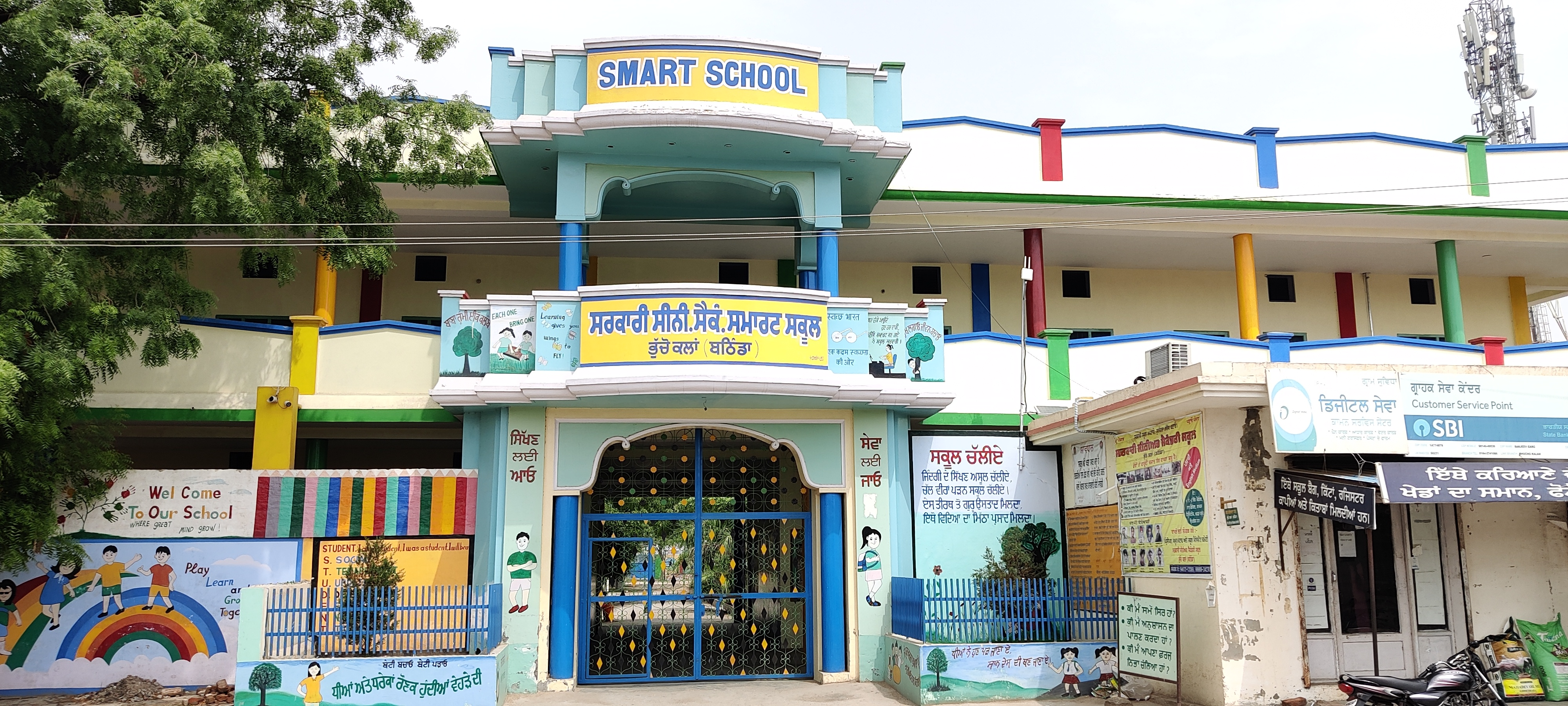
Entrance of Govt. Senior Secondary School Bhucho Kalan(Bathinda)